# Ledesma (Salamanca)
Ledesma è un comune spagnolo di 1 927 abitanti situato nella comunità autonoma di Castiglia e León.